# Дани Карвахал
Дани Карвахал Косми (на испански: Daniel Carvajal Ramos) е испански футболист, роден на 11 януари 1992 г. в Леганес), играещ като десен бек и състезаващ се за испанския Реал Мадрид.

## Клубна кариера

### Реал Мадрид Кастилия
Карвахал постъпва в академията на Реал Мадрид на 10-годишна възраст и се играе за всички формации на клуба. През 2010 г. стига до втория отбор на клуба – Реал Мадрид Кастилия.
В първия си сезон за резервния отбор Карвахал се превръща в титуляр, вземайки и капитанската лента. През следващия сезон 2011/12 изиграва 38 мача и вкарва два гола, помагайки на отбора да се завърне в Сегунда дивисион след 5-годишно отсъствие.

### Байер Леверкузен
На 11 юли 2012 г. Карвахал преминава в германския Байер Леверкузен, а договорът е за 5 години. Клауза в договора за продажба дава правото на Реал да си върне Карвахал срещу сумата от 6,5 милиона евро след един сезон, 7 милиона евро след два и 8 милиона евро след три сезона.
Карвахал прави дебюта си за Леверкузен на 1 септември 2012 г. при домакинската победа с 2 – 0 над Фрайбург. На 25 ноември 2012 г. вкарва първия си гол за клуба, вкарвайки вторият гол при победата с 2 – 1 над Хофенхайм.

### Реал Мадрид
През 2013 г. Реал Мадрид си го връща за сумата от 6,5 млн. евро, като трансфера е към клаузата в договора му при преминаването в Байер Леверкузен през 2012 г. На 8 юли 2015 г. подновява договора си до 30 юни 2020 година.

## Национален отбор
Карвахал представя Испания до 18, Испания до 19 години и Испания до 21 години, а на 2 септември 2014 г. прави дебют и за първия отбор на Испания в приятелския мач срещу Франция, загубен с 1 – 0 като гост.

## Успехи

### Клубни
Реал Мадрид Кастилия
- Сегунда Дивисион Б: 2011/12

 Реал Мадрид
- Ла Лига: 2016/17, 2019/20, 2021/22, 2023/24

- Купа на Испания (1): 2013/14
- Шампионска лига (6): 2013/14, 2015/16, 2016/17, 2017/18, 2021/22, 2023/24
- Суперкупа на Европа – (3): 2014, 2016, 2017
- Световно клубно първенство (4): 2014, 2016, 2017, 2018
- Суперкупа на Испания – 2017, 2020

### Национални
- Европейско първенство по футбол за юноши до 19 г.: 2011
- Европейско първенство по футбол (1) 2024